# Cultura di Thapsos
(Paolo Orsi)

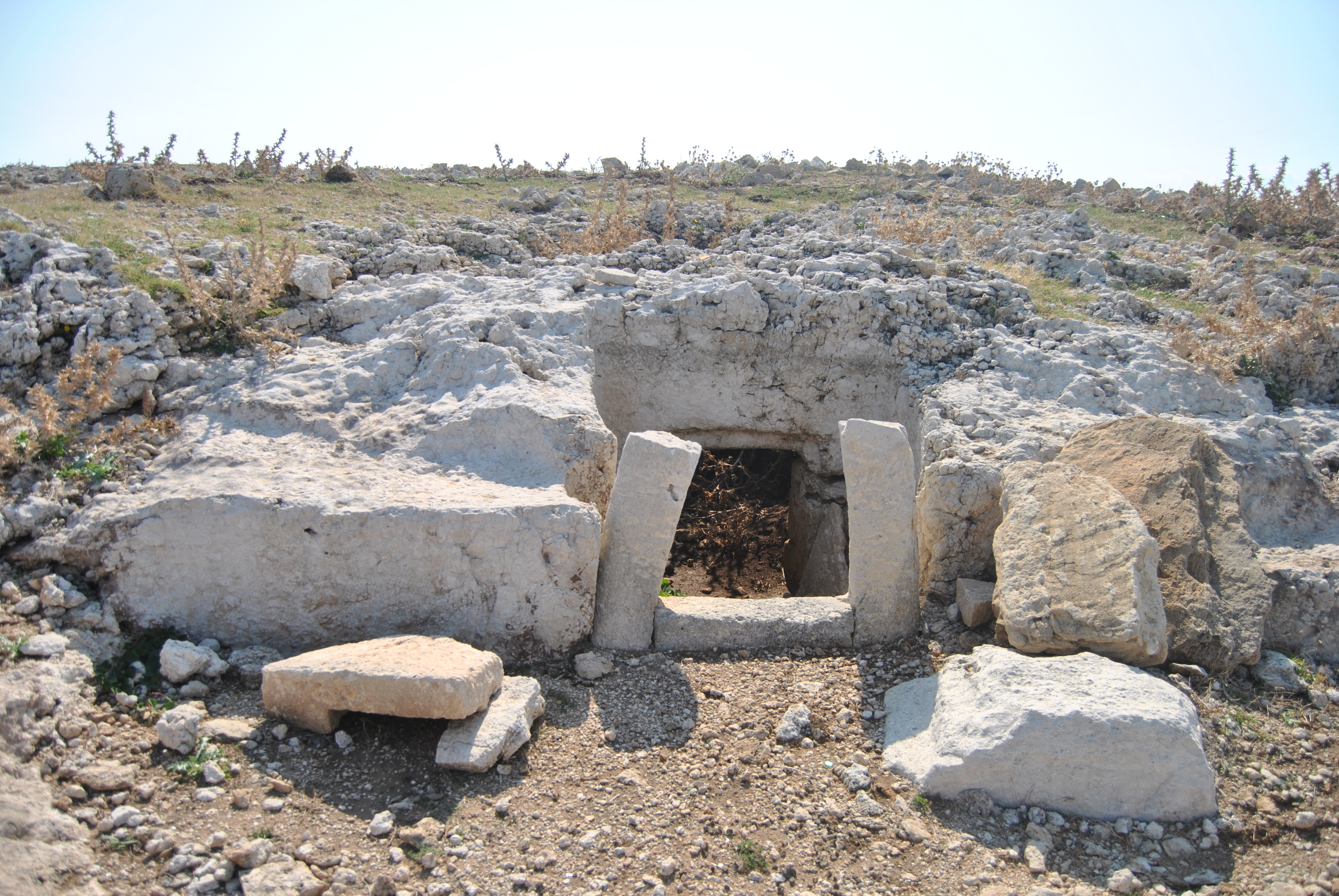
Tomba di Thapsos

Si definisce cultura di Thapsos la civiltà testimoniata dai ritrovamenti archeologici di un grande centro abitato situato nella penisola di Magnisi, tra Augusta e Siracusa che i Greci chiamarono Thapsos.

## Gli studi archeologici

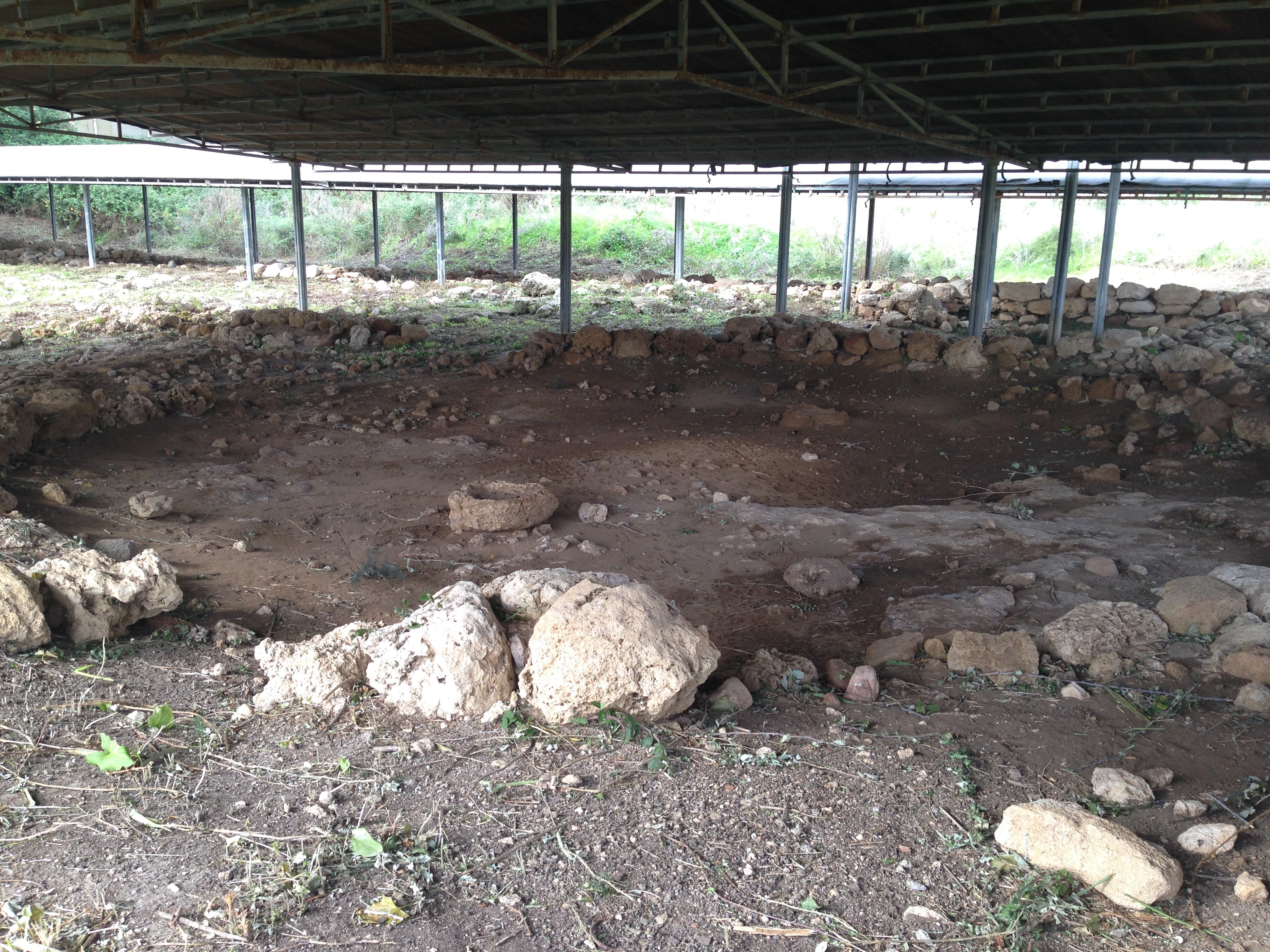
Capanna circolare di Thapsos

Gli studiosi hanno determinato che il periodo in cui essa fiorì è tra il 1500 a.C. e il 1200 a.C., la cosiddetta media età del Bronzo. La civiltà di Thapsos si sviluppò in tutta la Sicilia sebbene i principali centri, che erano talora cinti da un muro di fortificazione, si trovassero lungo la costa.

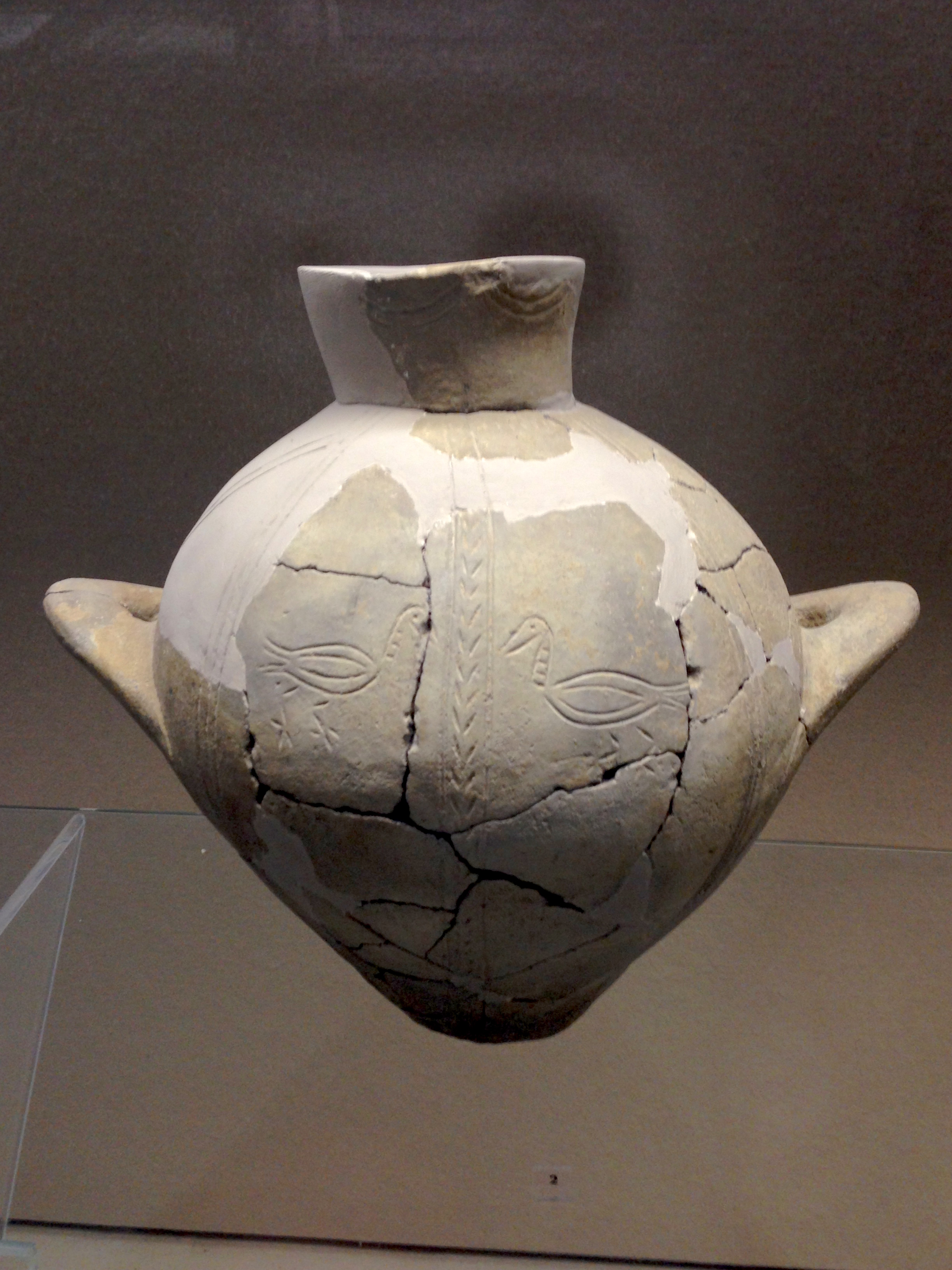
Vaso globulare biansato

La cultura di Thapsos è stata oggetto dell'interesse di grandi studiosi come Paolo Orsi e Luigi Bernabò Brea. Le ricerche del Voza hanno accertata l'esistenza di tre fasi evolutive dette:
- Thapsos I  antecedente alla cultura di Pantalica,
- Thapsos II coeva a quest'ultima
- Thapsos III fino alla fine dell'età del bronzo.

Il tipo di sepoltura della necropoli è caratterizzato da ampie tombe a grotticella scavate nella roccia e spesso dalla forma a tholos che alcuni studiosi ritengono di derivazione micenea, mentre secondo altri deriverebbe dalla forma della capanna. Le abitazioni, in piccolo numero, sono costituite da capanne per lo più circolari delimitate da muri in pietra. Qualche capanna ha anche pianta rettangolare. L'economia si fondava su agricoltura, pastorizia, caccia e pesca. Numerose sono le testimonianze di scambi commerciali, in particolare vasi e armi in bronzo di produzione micenea. Sono accertati stretti rapporti con la cultura del Milazzese delle Eolie e con quella Appenninica della penisola italiana. 
La cultura materiale comprende ceramica a superficie scura, spesso decorata con motivi incisi o con cordoni che formano festoni. Caratteristici sono i grandi bacili con alti piedi a tromba, scodelle, orcioli e tazze con anse biforcate.